# Людвік Турно
Лю́двік Ма́р'ян Ту́рно (пол. Ludwik Marian Turno, 25 січня 1823, Стшикули біля Варшави — 27 липня 1899, Варшава) — польський геолог.
Народився в сім'ї шляхтичів Зиґмунта Тадеуша (герб «Котвіце») й Анелі Фаустини (до шлюбу Корвін-Шимановська, герб «Єзежа»). Після Листопадового повстання 1830–1831 років жив із молодшим братом Ґуставом у родичів у Кракові. Працюючи геологом у Гірничих закладах Польського Королівства, шукав корисних копалин у Свентокшиських горах. 1846 року за участь у Краківському повстанні Людвіка Турна заарештували, депортували до Варшави й ув'язнили у Варшавській цитаделі.
Відтак його рекрутували в царську армію й пішим етапом послали до Оренбурга, куди він прибув у 1847 році й став рядовим 3-го лінійного батальйону Окремого Оренбурзького корпусу. Там же наступного року Турно заприятелював із засланцем Броніславом Залеським. У тому ж році захворів на холеру. Одужавши, увійшов у склад експедиції під керівництвом адмірала Олексія Бутакова, яка мала на меті дослідити Аральське море. Турно став заступником Бутакова. З 1851-го кілька років разом із Олександром Антиповим провадив пошуки кам'яного вугілля на півострові Мангишлак. Членами цієї Каратауської експедиції були також Броніслав Залеський і Тарас Шевченко, з яким Турно познайомився й подружився в Оренбурзі 1849 року. Упродовж цих пошуків Шевченко й Турно жили в одному наметі. У цей час Шевченко змалював Турна (малюнок «Шевченко серед товаришів»). Разом з українським поетом і польськими політичними засланцями Турно зображений на малюнку О. П. Чернишова. В 1853 — 1856 поет тепло згадував Турна в листах до Залеського.
У 1859-му Турно звільнився від служби, виїхав із Оренбурга й оселився у Варшаві.
У 1899 році Людвік Турно помер у Варшаві. Поховали його на Повонзківському цвинтарі, в родинному гробівці Корвіних-Шимановських, фундаторів земельної площі під цей цвинтар.